# Artéria vaginal
A artéria vaginal é um vaso sanguíneo que vasculariza a vagina. É homólogo à artéria vesical inferior dos homens. Fornece ramos para a vagina, bexiga urinária, e parte pélvica da uretra.